# François-René Crespin du Bec
Pour les articles homonymes, voir Crespin et Bec (homonymie).
François-René Crespin du Bec, marquis de Vardes, est né vers 1621 et mort en 1688.

## Biographie
Fils de René II Crespin du Bec, marquis de Vardes et Jacqueline de Bueil c'est le demi-frère d'Antoine de Bourbon-Bueil né de la relation de sa mère avec Henri IV.
Il fut nommé gouverneur d'Aigues-Mortes et eut la charge de capitaine des Cent-Suisses de la garde du roi (13 mai 1655). Il fut aussi fait chevalier de l'ordre du Saint-Esprit lors de la grande promotion du (31 décembre 1661).
Très porté sur les intrigues de Cour, il fut l'un des auteurs de la Lettre espagnole, qui avait pour vocation de révéler à la reine Marie-Thérèse la liaison de Louis XIV avec Louise de La Vallière. Madame de Lafayette raconte longuement cette ténébreuse affaire dans La Vie de la princesse d'Angleterre. Cette initiative intempestive lui valut d'être emprisonné quelque temps en 1665, puis relégué dans son gouvernement jusqu'en 1683.
Il apparaît dans "Le vicomte de Bragelonne" d'Alexandre Dumas, et son père apparaît dans "Les trois mousquetaires".

## Armoiries
Fuselé d'argent et de gueules.,